# Ryan Murphy (Regisseur)

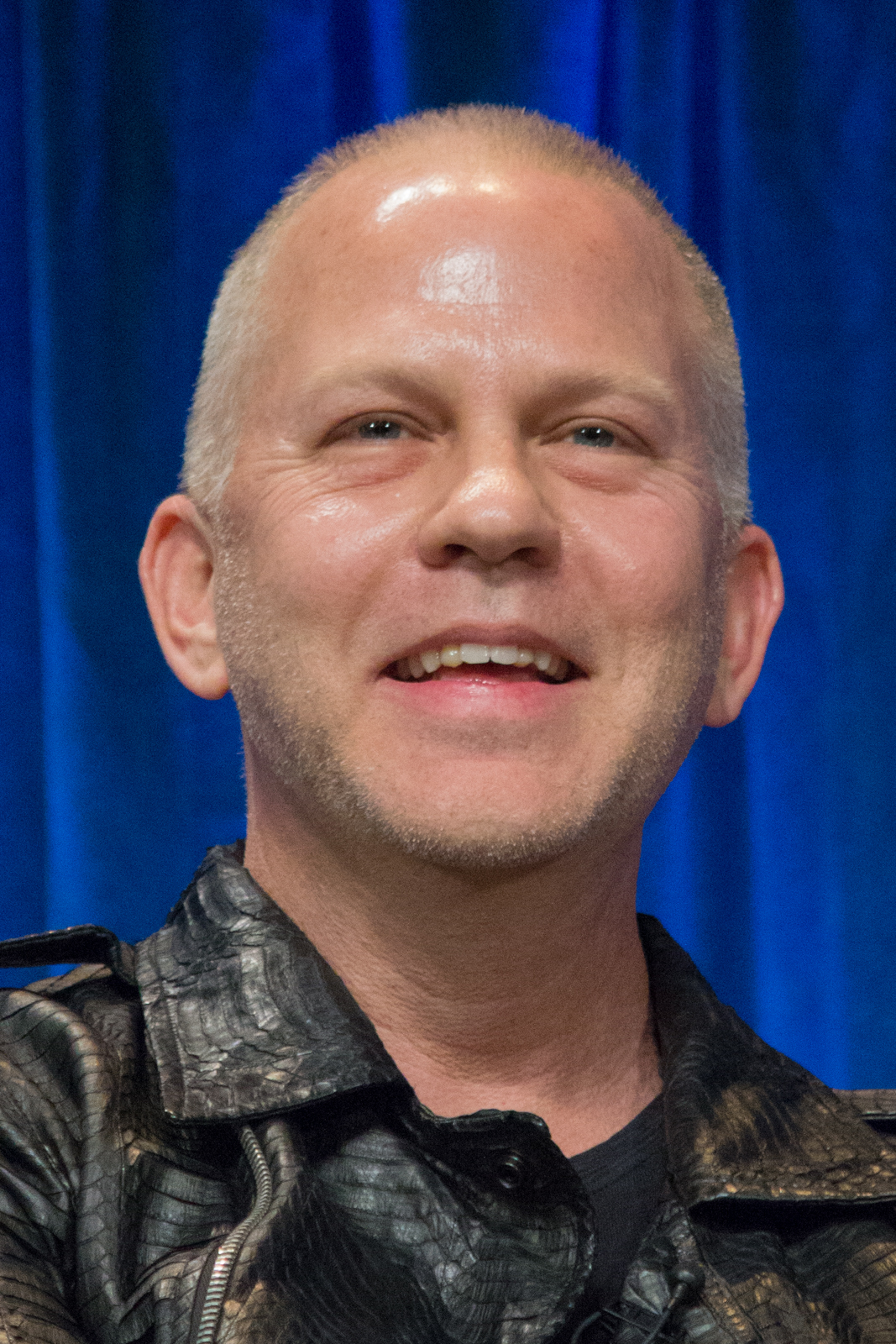
Ryan Murphy, 2013

Ryan Murphy (* 9. November 1965) ist ein US-amerikanischer Regisseur, Journalist, Drehbuchautor und TV-Producer.

## Leben
Nach seiner Schulzeit an der Warren Central High School besuchte Murphy die Indiana University in Bloomington, Indiana. Nach seinem Studium arbeitete Murphy als Journalist für US-amerikanische Zeitungen wie The Miami Herald, Los Angeles Times, Daily News und Entertainment Weekly. In den späten 1990er-Jahren begann Murphy Drehbücher zu schreiben, unter anderem The Furies und Why Can’t I Be Audrey Hepburn?
Im Jahre 1999 begann Murphy als Regisseur für die Fernsehproduzentin Gina Matthews die Fernsehserie Popular zu drehen. Zudem führte er Regie für die Sitcom St. Sass auf dem Fernsehsender The WB. Ab 2003 war Murphy als Regisseur, Drehbuchautor und Produzent für die Fernsehserie Nip/Tuck – Schönheit hat ihren Preis tätig. 2006 drehte er den Film Krass. 2009 bis 2015 war Murphy Regisseur und Produzent bei der Musicalfernsehserie Glee, die auf dem Fernsehsender Fox gesendet wurde und nach sechs Staffeln eingestellt wurde. 2010 schrieb er das Drehbuch und führte Regie bei der Verfilmung des US-amerikanischen Bestsellers Eat Pray Love, 2014 inszenierte er den HBO-Fernsehfilm The Normal Heart.
Ab Oktober 2011 bestellte Fox außerdem die Mysteryserie American Horror Story die gegenwärtig noch läuft und bei der Murphy ebenfalls Produzent ist. Des Weiteren ist er Produzent und Schöpfer der Serien American Crime Story (seit 2016), Scream Queens (2015–2016), Feud – Die Feindschaft zwischen Bette und Joan (2017) und 9-1-1: Notruf L.A. (seit 2018), Pose (seit 2018), The Politician (seit 2019), Hollywood (2020) und 9-1-1: Lone Star (seit 2020) sowie Ratched (2020).
Bei der Verleihung der Golden Globe Awards 2023 erhielt er für seine Verdienste ums Fernsehen den Carol Burnett Award.
Murphy lebt offen homosexuell in Kalifornien. Im Dezember 2012 wurde er mithilfe einer Leihmutter Vater.

## Filmografie (Auswahl)
- 2003: Nip/Tuck – Schönheit hat ihren Preis (Regie, Drehbuch, Produktion)
- 2006: Krass (Regie, Drehbuch)
- 2010: Eat Pray Love (Regie, Drehbuch)
- 2014: The Normal Heart (Fernsehfilm, Regie)
- 2015–2016: Scream Queens (Drehbuch, Regie)
- 2019: Pose (Regie)
- 2020: Eine geheime Liebe (A Secret Love, Produktion)
- 2020: The Prom (Regie und Produktion)
- 2010–2022: American Horror Story (Regie, Drehbuch)
- 2020: Ratched (Regie)
- 2022: Dahmer – Monster: Die Geschichte von Jeffrey Dahmer (Miniserie, Idee, Regie und Drehbuch)
- 2022: The Watcher
- 2022: Mr. Harrigan’s Phone (Produktion)
- 2024: Monster: Die Geschichte von Lyle und Erik Menendez (Monster: The Lyle and Erik Menendez Story, Miniserie, Idee, Regie und Drehbuch)